# Goszo Ginczew
Goszo Ginczew (ur. 2 lutego 1969 w miejscowości Madrec, niedaleko Starej Zagory) – bułgarski piłkarz, grający na pozycji środkowego obrońcy, działacz piłkarski.
Jest wychowankiem Beroe Starej Zagory, w której seniorskim zespole zadebiutował w 1986 roku, kilka miesięcy po tym, jak jego starsi koledzy zdobyli pierwsze w historii klubu mistrzostwo kraju. Siedmioletnia kariera Ginczewa w tym klubie obfitowała w znacznie mniejsze osiągnięcia; najwyższą lokatą, jaką w tym czasie zajął Beroe w lidze, było miejsce piąte (1988–1989). Po rundzie jesiennej sezonu 1992–1993 Ginczew odszedł do Lewskiego Sofia, z którym trzy razy z rzędu sięgnął po tytuł mistrza Bułgarii. Od 1995 do 2002 roku występował w Turcji. Piłkarską karierę zakończył w 2005 roku w barwach Czerno More Warna.
W reprezentacji Bułgarii zadebiutował już w sierpniu 1989 roku, jednak na ponowny występ w kadrze czekał aż siedem lat. W 1994 roku nie znalazł się w kadrze na Mundial, na którym podopieczni Dimityra Penewa zajęli czwarte miejsce. Wziął udział w Euro 1996 (jako rezerwowy) i Mundialu 1998 (dwa mecze). Na obu tych turniejach Bułgarzy odpadali po rundzie grupowej.
Od 2005 do 2007 roku był dyrektorem sportowym w Beroe Stara Zagora.

## Sukcesy piłkarskie
- mistrzostwo Bułgarii 1993, 1994 i 1995 oraz Puchar Bułgarii 1994 z Lewskim Sofia
- finał Pucharu Turcji 2000 z Antalyasporem